# La meva vida
La meva vida (títol original: My Life) és una pel·lícula estatunidenca dirigida per Bruce Joel Rubin, estrenada l'any 1993. Ha estat doblada al català.

## Argument
Bob Jones viu feliç amb la seva dona Gail que està embarassada del seu primer fill. S'entera llavors que té un càncer en fase terminal, decideix gravar una cinta de vídeo destinada al seu fill. Hi fa el balanç de la seva vida, el que li vol ensenyar, i li parla de la seva família amb la qual té les seves diferències.

## Repartiment
- Michael Keaton: Bob Jones
- Nicole Kidman: Gail Jones
- Bradley Whitford: Paul Ivanovich
- Queen Latifah: Theresa
- Michael Constantine: Bill Ivanovich
- Rebecca Schull: Rosa Ivanovich
- Mark Lowenthal: Dr. Mills
- Lee Garlington: Carol Sandman
- Toni Sawyer: Doris
- Haing S. Ngor: Mr. Ho
- Romy Rosemont: Anya Stasiuk
- Danny Rimmer: Bobbie, de jove
- Ruth de Sosa: Rosa Ivanovich, de jove
- Richard Schiff: Bill Ivanovich, de jove
- Stephen Taylor Knott: Paul Ivanovich, de jove
- Mary Ann Thebus: Miss Morgenstern
- Brenda Strong: Laura
- Rudi Davis: George
- Mark Holton: Sam
- Lissa Walters: Deborah

## Crítica
- "Cinta de desenvolupament lúcid i interpretacions sentides signades per un guionista en labors de debutant"[3]